# Línea 504 (Santiago de Chile)
La Línea 504 de Red (anteriormente llamado Transantiago) une El Tranque con Hospital Dipreca, recorriendo toda la Avenida José Joaquín Pérez.
El 504 es uno de los recorridos principales del sector poniente de Pudahuel, así como también de acceso a la Estación Mapocho y el centro de Santiago, acercándolos en su paso, también a la Plaza Italia y a través de la Avenida Providencia.
Esta línea parte de la Unidad 5 del Transantiago, operada por Metbus, correspondiéndole el color turquesa a sus buses.

## Flota
El 504 opera con buses de chasis Mercedes Benz, entre los cuales se cuenta el articulado O-500UA, de 18,5 metros de largo y con capacidad de 140 personas aproximadamente. También figura en su flota el bus rígido de chasis Mercedes Benz O-500U, de 12 metros con capacidad cercana a las 90 personas. Todos estos buses son carrozados por Caio Induscar, con el modelo Mondego H (rígido) y Mondego HA (articulado).

## Historia
La 504 inició sus operaciones junto con el plan Transantiago el 10 de febrero de 2007. En ese instante, operaba con buses "enchulados", la mayoría heredados de empresas de micros amarillas cuyos terminales estaban cercanos a Pudahuel.
Por otra parte, durante el año se había planteado por parte de Transantiago la creación de un servicio del entonces Troncal 5 que uniera Pudahuel con Peñalolén, por Rio Clarillo. En lo siguiente fueron basado finalmente cuatro recorridos del plan original, con un nuevo destino, Hospital Dipreca con el número 504; Avenida Grecia con el número 507, Avenida Las Torres con el número 508 y la casi vecina la San Luis de Macul, con el servicio 514.
El 2 de julio de 2016 el servicio 504 deja de funcionar 24 horas, además vuelve a tener el trazado:
504 El Tranque -  Hosp. Dipreca
Dejando de ser:
504 Enea - Hospital Dipreca

## Trazado

### 504 El Tranque -  Hospital Dipreca
| - Comuna de Pudahuel - Rio Clarillo - Salar de Surire - Rio Refugio - José Manuel Guzmán Riesco - Cerro San Cristóbal - El Tranque - San Daniel - Bravo Luco - El Carmen - Serrano - San Daniel - José Joaquín Pérez - Comuna de Cerro Navia - José Joaquín Pérez - Comuna de Quinta Normal - José Joaquín Pérez - Mapocho - Comuna de Santiago - Mapocho - Av. Manuel Rodríguez - Compañía de Jesús - Merced - Santa Lucía - Diagonal Paraguay - Comuna de Providencia - Rancagua - Diagonal Rancagua - Av. Francisco Bilbao - Comuna de Las Condes - Av. Francisco Bilbao - Tomás Moro - Alejandro Fleming - Vital Apoquindo - Paul Harris Sur - La Quebrada | - Comuna de Las Condes - Vital Apoquindo - Santa Zita - Alejandro Fleming - Tomás Moro - Av. Francisco Bilbao - Comuna de Providencia - Av. Francisco Bilbao - Seminario - Av. Providencia - Comuna de Santiago - Merced - Santo Domingo - Almirante Barroso - Andes - Comuna de Quinta Normal - Andes - Antonio Ebner - José Joaquín Pérez - Comuna de Cerro Navia - José Joaquín Pérez - Comuna de Pudahuel - José Joaquín Pérez - San Daniel - Serrano - El Carmen - Patricio Edwards - San Daniel - El Tranque - Cerro Negro - Cerro San Cristóbal - José Manuel Guzmán - Rio Refugio - Salar de Ascotán - Rio Clarillo |

## Puntos de Interés
- Plaza de Armas
- Centro Médico UC Marcoleta
- Municipalidad de Santiago
- Plaza Pedro de Valdivia
- Doctor Roberto del Río
- Metro Inés de Suárez
- Metro Francisco Bilbao
- Nueva Clínica Cordillera
- Hospital de Carabineros

- Datos: Q17620870